# Campeonato Mundial de Esgrima de 1931
El IX Campeonato Mundial de Esgrima se celebró en Viena (Austria) en 1931 bajo la organización de la Federación Internacional de Esgrima (FIE) y la Federación Austríaca de Esgrima.

## Medallistas

### Masculino
| Evento              | Oro | Plata                                                                                           | Bronce |
| ------------------- | --- | ----------------------------------------------------------------------------------------------- | --- |
| Florete individual  | René Lemoine Francia                                                                                       | Gustavo Marzi Italia                                                                            | John Emrys Lloyd Reino Unido                                                                              |
| Florete por equipos | Giorgio Chiavacci Giulio Gaudini Gioacchino Guaragna Gustavo Marzi Ugo Pignotti Saverio Ragno Italia       | János Hajdú Ottó Hátszeghy Gusztáv Kálniczky György Piller József Rády Péter Tóth Hungría       | Ernst Baylon · Richard Brünner · Kurt Ettinger · Karl Hanisch · Hans Lyon · Karl Sudrich · Austria        |
| Espada individual   | Georges Buchard Francia                                                                                    | Bernard Schmetz Francia                                                                         | Paul Rousset Francia                                                                                      |
| Espada por equipos  | Carlo Agostoni Nino Bertolaia Giancarlo Cornaggia-Medici Renzo Minoli Saverio Ragno Franco Riccardi Italia | Jacques Coutrot Fernand Jourdant Louis Prat Paul Rousset Bernard Schmetz Francia                | Curt Dahlgren · Gustaf Dyrssen · Hans Granfelt · Carl Gripenstedt · Nils Hellsten · Sven Thofelt · Suecia |
| Sable individual    | György Piller Hungría                                                                                      | Endre Kabos Hungría                                                                             | Attila Petschauer Hungría                                                                                 |
| Sable por equipos   | Aladár Gerevich Gyula Glykais Sándor Gombos Endre Kabos Attila Petschauer György Piller Hungría            | Renato Anselmi Arturo De Vecchi Giulio Gaudini Gustavo Marzi Ugo Pignotti Emilio Salafia Italia | Erwin Casmir · Julius Eisenecker · August Heim · Heinrich Moos · Alemania                                 |

### Femenino
| Evento             | Oro                     | Plata               | Bronce                |
| ------------------ | ----------------------- | ------------------- | --------------------- |
| Florete individual | Helene Mayer · Alemania | Erna Bogáti Hungría | Ellen Preis · Austria |

## Medallero
| Núm. | País        | Oro | Plata | Bronce | Total |
| ---- | ----------- | --- | ----- | ------ | ----- |
| 1    | Hungría     | 2   | 3     | 1      | 6     |
| 2    | Francia     | 2   | 2     | 1      | 5     |
| 3    | Italia      | 2   | 2     | 0      | 4     |
| 4    | Alemania    | 1   | 0     | 1      | 2     |
| 5    | Austria     | 0   | 0     | 2      | 2     |
| 6    | Reino Unido | 0   | 0     | 1      | 1     |
| 6    | Suecia      | 0   | 0     | 1      | 1     |
|      | TOTAL       | 7   | 7     | 7      | 21    |